# Halte de Fontainebleau-Forêt
Halte de Fontainebleau-Forêt – przystanek kolejowy w Fontainebleau, w departamencie Sekwana i Marna, w regionie Île-de-France, we Francji.
Jest przystankiem kolejowym Société nationale des chemins de fer français (SNCF), obsługiwaną przez pociągi Transilien linii R.

## Położenie
Znajduje się 90 m n.p.m., na 55,000 km linii Paryż – Marsylia między dworcem Bois-le-Roi i stacją Fontainebleau - Avon.

## Usługi dla pasażerów
Przystanek składa się jedynie z jednego peronu żwirowego.